# IC 2452
IC 2452 је спирална галаксија у сазвјежђу Рак која се налази на листи објеката дубоког неба у Индекс каталогу.
Деклинација објекта је + 23° 28' 22" а ректасцензија 9h 15m 57,5s. Привидна величина (магнитуда) објекта IC 2452 износи 14,6 а фотографска магнитуда 15,4. IC 2452 је још познат и под ознакама CGCG 121-47, NPM1G +23.0191, PGC 26129.